# 데데킨트 군
군론에서 데데킨트 군(Dedekind群, 영어: Dedekind group)은 모든 부분군이 정규 부분군인 군이다.

## 예
모든 아벨 군은 데데킨트 군이다.
비아벨 데데킨트 군은 해밀턴 군(영어: Hamiltonian group)이라고도 한다. 가장 작은 비아벨 데데킨트 군은 사원수군 {\displaystyle Q_{8}}이다.

## 성질
모든 비아벨 데데킨트 군 {\displaystyle G}는 다음과 같은 꼴로 나타낼 수 있다.
{\displaystyle G=Q_{8}\times B\times D}
여기서
- {\displaystyle B}는 2차 순환군 {\displaystyle \mathbb {Z} /2}들의 직합이다.
- {\displaystyle D}는 모든 원소가 홀수 유한 차수를 갖는 아벨 군이다.

이 구조 정리는 리하르트 데데킨트가 증명하였다.

## 참고 문헌
1. ↑  Dedekind, Richard (1897). “Ueber Gruppen, deren sämmtliche Theiler Normaltheiler sind”. 《Mathematische Annalen》 (독일어) 48 (4): 548–561. doi:10.1007/BF01447922. ISSN 0025-5831. JFM 28.0129.03. MR 1510943.

- Horvat, Boris; Gašper Jaklič, Tomaž Pisanski (2005). “On the number of Hamiltonian groups”. 《Mathematical Communications》 (영어) 10 (1): 89–94.
- Miller, G. A. (1898). “On the Hamilton groups”. 《Bulletin of the American Mathematical Society》 (영어) 4 (10): 510–515.
- Taussky, Olga (1970). “Sums of squares”. 《American Mathematical Monthly》 (영어) 77: 805–830. doi:10.2307/2317016. MR 0268121.